# いきものばかり〜メンバーズBESTセレクション〜
『いきものばかり〜メンバーズBESTセレクション〜』（いきものばかり〜メンバーズベストセレクション〜）は、いきものがかりの1作目のベスト・アルバム。2010年11月3日にCDで発売。発売元はエピックレコードジャパン。

## 背景・リリース
1999年11月3日（文化の日）に現在の男女3人組になってからちょうど11年を迎えた日に発売となった、いきものがかり初のベストアルバム。
初回生産限定盤はブックレット付きのメンバー絵柄スペシャル三方背BOX仕様で、特典として「完全撮り下ろし!! オンガク情報バラエティ「イキイキTV」収録のDVD（115分）」「“いきものランド”ガイドマップ&メンバー絵柄リバーシブルポスター」「“いきものランド”入園チケット風カード」「“いきものランド”ステッカー」「“いきものランド”ポストカード」「いきものカード021」「いきものグッズプレゼント応募ハガキ」が付属している（「いきものカード021」は初回仕様限定盤にも付属）。
これまでにリリースされたシングル曲・カップリング曲・アルバム曲からメンバー自身が選曲した楽曲に、CD初収録となる「スピリッツ」「今走り出せば」、新曲「風と未来」の合計31曲が収録されており、そのうち「雪やまぬ夜二人」「夏・コイ」の2曲は本作収録に際して新たにリアレンジされている。
本作発売時点でシングルA面曲としてリリースされていた22曲のうち、「HANABI」「流星ミラクル」「青春のとびら」「夏空グラフィティ」「プラネタリウム」「ふたり」「ホタルノヒカリ」の7曲は収録されなかった。これに関して水野は「夏空グラフィティ」「プラネタリウム」「ふたり」なども収録したかったが、容量の関係でなくなく収録できなかったとTwitterにて発言している。
出荷枚数100万枚突破を記念して、2010年12月17日 - 2011年1月31日までの出荷分が、通常盤のジャケットを差し替えた「ウィンタージャケットバージョン」となっている。
2015年時点で出荷枚数は175万枚、オリコン調べの推定売上枚数は140万枚を突破している。
2017年9月時点でTSUTAYAにおいて累計415万回以上がレンタルされ、同時点でTSUTAYAにおけるベスト盤のレンタル回数では歴代2位である。

## チャート成績
- 発売初週に約45.7万枚を売り上げて、2010年11月15日付オリコン週間アルバムチャートで『My song Your song』から3作連続初登場1位を獲得[4]。翌11月22日付でも1位を獲得し、この時点で『ハジマリノウタ』の累計売上を上回って、自己最高の売上を記録した作品となった[5][注 2]。また、2011年1月17日付オリコン週間アルバムチャートで、いきものがかりの作品では初となる返り咲き1位を獲得した[注 3]。
- 2010年12月10日に日本レコード協会からミリオン認定を受け、2011年1月10日付オリコン週間アルバムチャートで売上が100万枚を突破し、シングル・アルバム通じて初のミリオンセラーを記録した[6]。2010年発売のアルバムでは『僕の見ている風景』（嵐）に続いて2作目のミリオンセラー作品である。
- 2010年度オリコン年間アルバムランキングで『僕の見ている風景』に次いで2位にランクインし、2009年12月に発売した『ハジマリノウタ』（8位）と共にいきものがかりの作品で初の年間TOP10入りを果たした。また、翌2011年の年間アルバムランキングでも10位にランクインし、『EXILE BALLAD BEST』（EXILE）以来となる同一作品の2年連続年間TOP10入りを果たした。
- オリコンチャートでは13週連続（2010年11月15日 - 2011年2月7日付）でTOP5入りを記録するなど[注 4]、長期間にわたり万単位の売上を記録し続けた。また、2012年10月8日付オリコン週間アルバムチャートで、いきものがかりの作品では『桜咲く街物語』以来2作目となるチャートイン週数100週を突破した。

## 収録曲
- CDは初回生産限定盤・初回仕様限定盤・通常盤共通収録。既発曲の解説は各収録作品を参照のこと。

### DISC1
1. SAKURA （5:54）
  - 作詞・作曲：水野良樹 / 編曲：島田昌典   　　

1stシングル。
2. うるわしきひと （4:30）
  - 作詞・作曲：水野良樹 / 編曲：江口亮

5thシングル「うるわしきひと/青春のとびら」の1曲目。
3. 青春ライン （3:58）
  - 作詞・作曲：水野良樹 / 編曲：江口亮

6thシングル「夏空グラフィティ/青春ライン」の2曲目。
4. 茜色の約束 （4:54）
  - 作詞・作曲：水野良樹 / 編曲：島田昌典

7thシングル。
5. KIRA★KIRA★TRAIN （5:30）
  - 作詞・作曲：水野良樹 / 編曲：島田昌典

1stアルバム『桜咲く街物語』収録曲。
6. ノスタルジア （5:39）
  - 作詞・作曲：水野良樹 / 編曲：島田昌典

17thシングル。
アルバム初収録。
7. 未来惑星 （5:26）
  - 作詞・作曲：吉岡聖恵 / 編曲：西川進 / 弦編曲：eji

4thアルバム『ハジマリノウタ』収録曲。
8. 夏・コイ -2010 version- （5:47）
  - 作詞・作曲：山下穂尊 / 編曲：本間昭光

1stアルバム『桜咲く街物語』収録曲（編曲：田中ユウスケ）のリアレンジバージョン。
日本武道館公演で収録した観客のサビ直前のかけ声が挿入されている。
9. タユムコトナキナガレノナカデ （6:16）
  - 作詞・作曲：山下穂尊 / 編曲：島田昌典

1stアルバム『桜咲く街物語』収録曲。
10. 今走り出せば （4:45）
  - 作詞・作曲：山下穂尊 / 編曲：西川進

代々木ゼミナール2010年度テーマソング。
本作発売前は着うた配信のみでリリースされており、フルバージョンは本作で初音源化となる。
11. 花は桜 君は美し （4:25）
  - 作詞・作曲：水野良樹 / 編曲：渡辺善太郎

8thシングル。
12. ソプラノ （5:53）
  - 作詞・作曲：山下穂尊 / 編曲：島田昌典

2ndアルバム『ライフアルバム』収録曲。
13. 月とあたしと冷蔵庫 （5:52）
  - 作詞：山下穂尊・吉岡聖恵 / 作曲：山下穂尊 / 編曲：いきものがかり・江口 亮

2ndアルバム『ライフアルバム』収録曲。
14. ホットミルク （5:01）
  - 作詞：山下穂尊・水野良樹 / 作曲：山下穂尊 / 編曲：亀田誠治

1stシングル「SAKURA」のカップリング曲。
15. コイスルオトメ （5:13）
  - 作詞・作曲：水野良樹 / 編曲：田中ユウスケ / 弦編曲：弦一徹

3rdシングル。

### DISC2
1. 気まぐれロマンティック （4:05）
  - 作詞・作曲：水野良樹 / 編曲：江口亮 / 弦編曲：クラッシャー木村

12thシングル。
2. ブルーバード （3:35）
  - 作詞・作曲：水野良樹 / 編曲：江口亮 / 弦編曲：クラッシャー木村

10thシングル。
3. じょいふる （3:19）
  - 作詞・作曲：水野良樹 / 編曲：田中ユウスケ・近藤隆史

15thシングル「YELL/じょいふる」の2曲目。
4. 心の花を咲かせよう （4:45）
  - 作詞・作曲：山下穂尊 / 編曲：島田昌典

3rdアルバム『My song Your song』収録曲。
5. YELL （5:56）
  - 作詞・作曲：水野良樹 / 編曲：松任谷正隆

15thシングル「YELL/じょいふる」の1曲目。
6. キミがいる （5:48）
  - 作詞・作曲：吉岡聖恵 / 編曲：島田昌典

19thシングル。
アルバム初収録。
7. ちこくしちゃうよ （4:14）
  - 作詞：山下穂尊・吉岡聖恵 / 作曲：山下穂尊 / 編曲：西川進

2ndアルバム『ライフアルバム』収録曲。
8. Happy Smile Again （4:30）
  - 作詞・作曲：水野良樹 / 編曲：菅原弘明

11thシングル「プラネタリウム」のカップリング曲。
9. ありがとう （6:02）
  - 作詞・作曲：水野良樹 / 編曲：本間昭光

18thシングル。
アルバム初収録。
10. 雪やまぬ夜二人 -2010 version- （5:36）
  - 作詞・作曲：山下穂尊 / 編曲：松任谷正隆

4thシングル「流星ミラクル」のカップリング曲（編曲：田中ユウスケ）のリアレンジバージョン。
アルバム初収録。
11. くちづけ （4:24）
  - 作詞・作曲：山下穂尊 / 編曲：西川進

3rdアルバム『My song Your song』収録曲。
12. スピリッツ （5:05）
  - 作詞・作曲：水野良樹 / 編曲：江口亮

日本テレビ系『元気を日本に 日本プロ野球2010』イメージソング[注 5]。
本作発売前は着うたフル配信等でリリースされていた。
ライブでは、2011年7月の横浜スタジアム公演「いきものまつり2011 どなたサマーも楽しみまSHOW!!! 〜横浜スタジアム〜」で初披露となった。
13. 風と未来 （5:09）
  - 作詞・作曲：山下穂尊 / 編曲：田中ユウスケ・近藤隆史・湯浅篤 / 弦編曲：弦一徹

日産自動車『新・日産セレナ』CMソング。
いきものがかりのアルバム曲では初めてPVが制作された。
14. 残り風 （5:15）
  - 作詞・作曲：山下穂尊 / 編曲：板垣祐介・湯浅篤

9thシングル「帰りたくなったよ」のカップリング曲。
アルバム初収録。
15. なくもんか （5:44）
  - 作詞・作曲：水野良樹 / 編曲：本間昭光

16thシングル。
16. 帰りたくなったよ （6:04）
  - 作詞・作曲：水野良樹 / 編曲：島田昌典

9thシングル。

### DVD（初回生産限定盤のみ）
- 音楽情報バラエティ「イキイキTV」

1. 第1回
2. 最終回

タイトルバックや内容の一部が地元神奈川県で放送されている音楽番組のパロディになっており、その部分ではMCとして吉岡が扮した「キヨラス」が登場する。